# えひめ丸事故
えひめ丸事故（えひめまるじこ）は、2001年2月10日8時45分（日本時間）、アメリカ合衆国ハワイ州のオアフ島沖で、アメリカ海軍の原子力潜水艦グリーンビルが、愛媛県立宇和島水産高等学校の練習船だったえひめ丸に衝突し、えひめ丸を沈没させ、教員・乗組員5人と生徒4人を死亡させた事故である。

## 概要

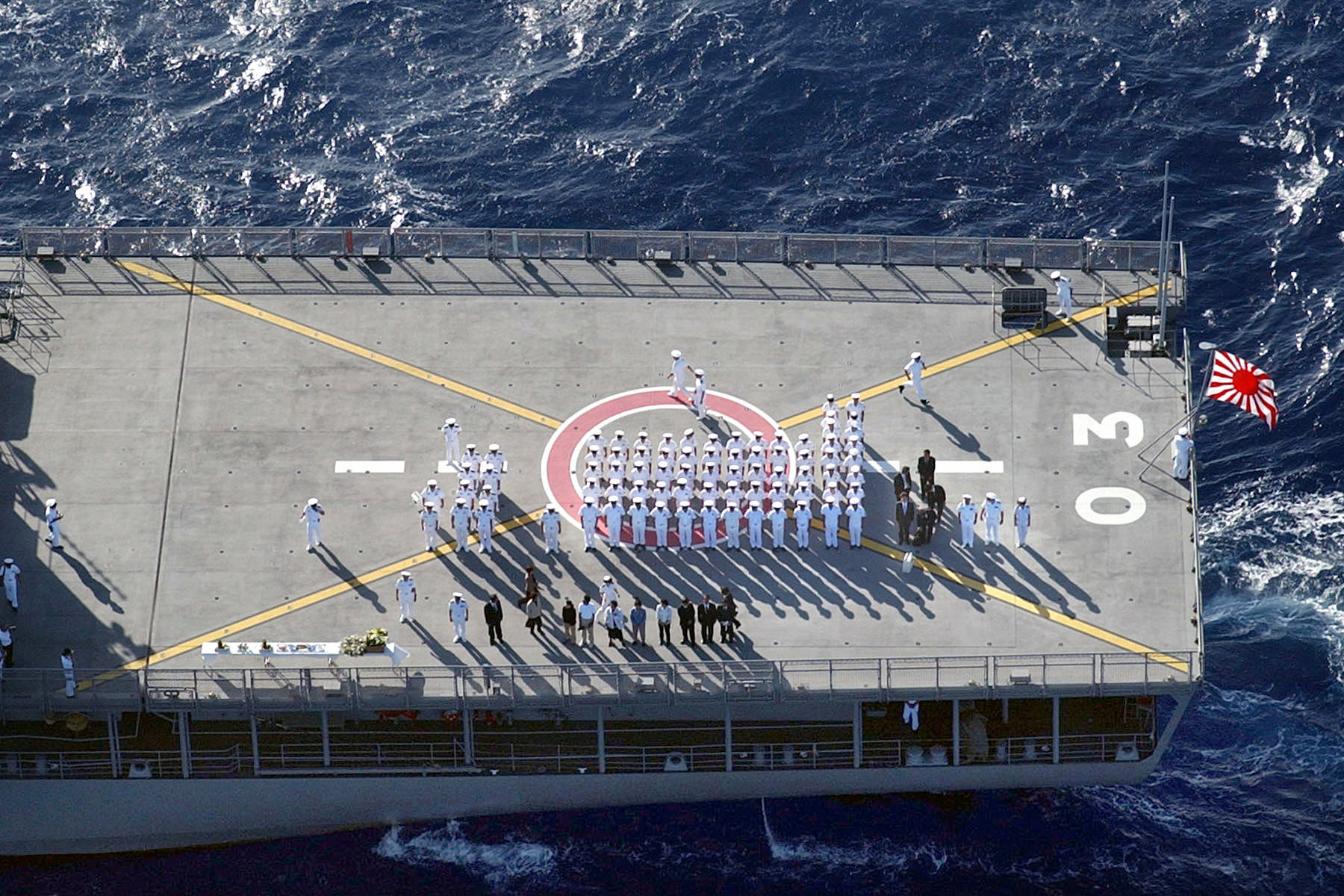
「ちはや」の甲板上で行われた慰霊式

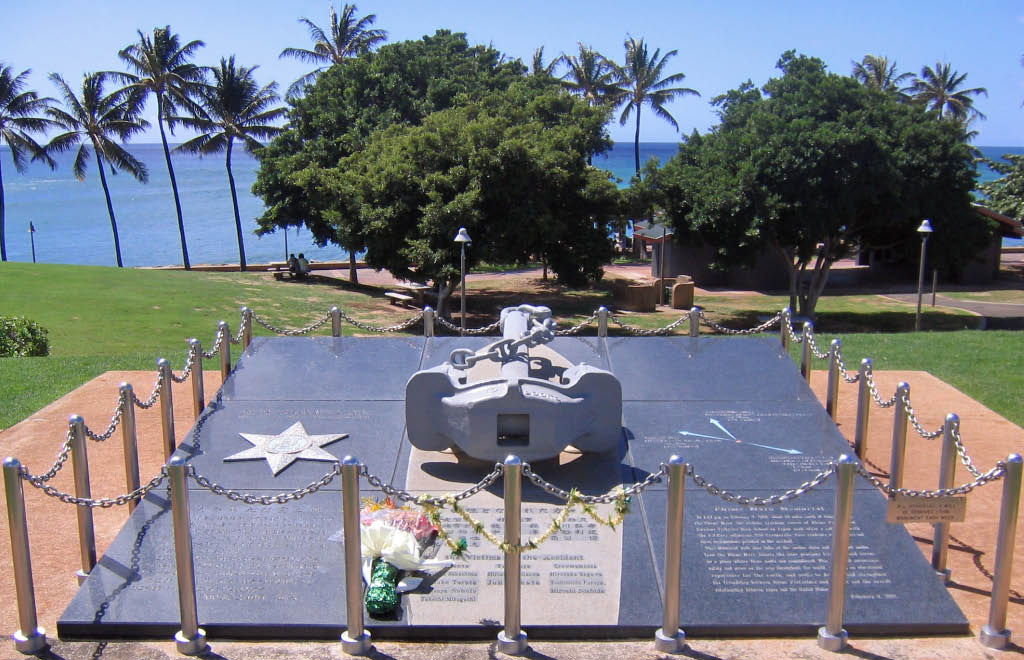
カカアコ・ウォーターフロント・パーク内に建立された慰霊碑。

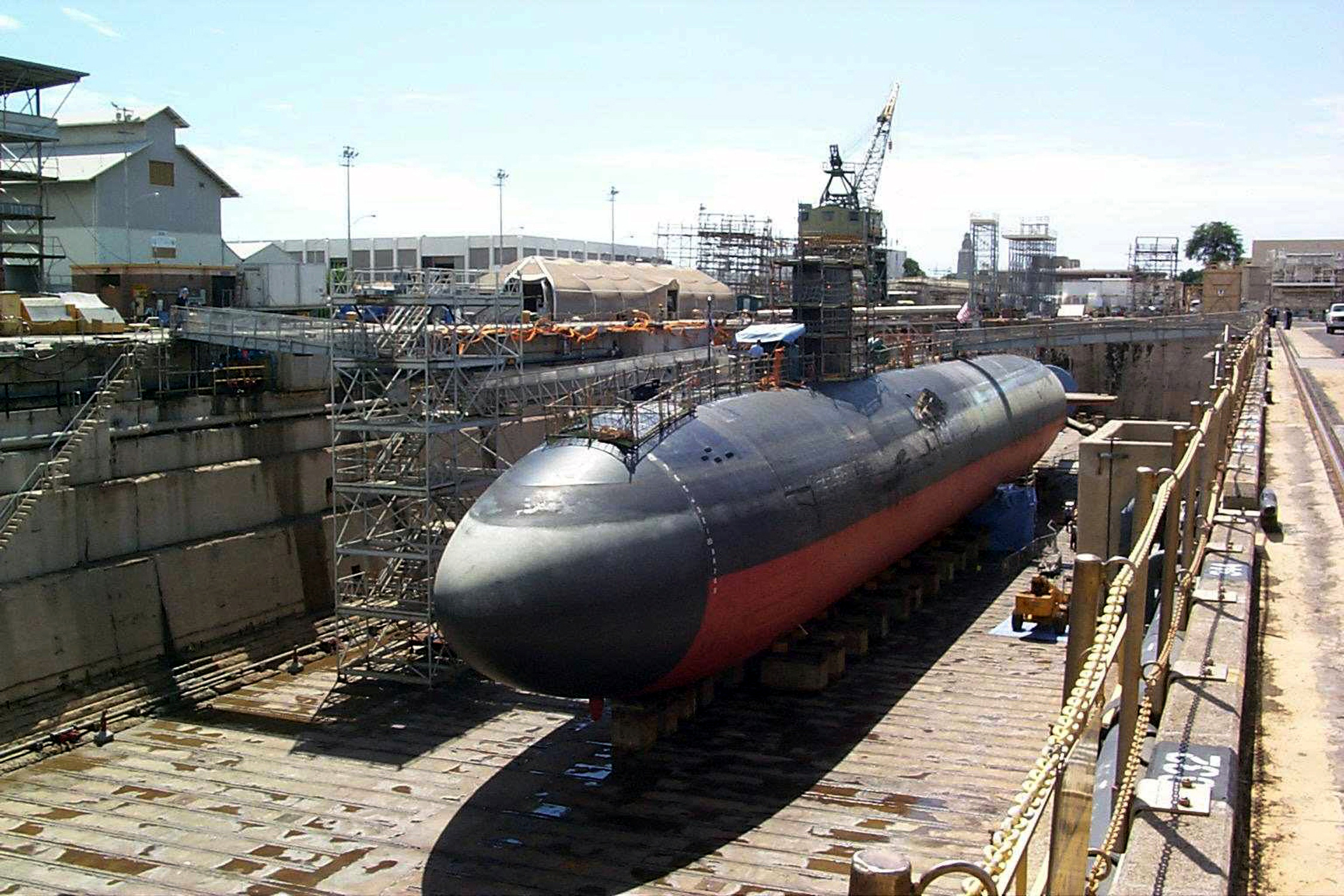
事故後乾ドック入りした原子力潜水艦グリーンビル。

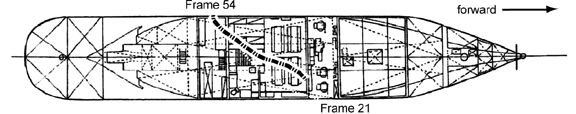
調査で判明したえひめ丸のダメージ。

アメリカ海軍所属のロサンゼルス級攻撃型原子力潜水艦グリーンビルが浮上中に、愛媛県立宇和島水産高等学校に所属する漁業練習船えひめ丸（499トン）と衝突し、損傷したえひめ丸は、衝突後5分程度の間に沈没した。えひめ丸側35名の乗組員・教員・生徒の内9名が死亡し、衝突の際に海上に投げ出された26名は救出されたがその内の1名が鎖骨骨折、11名が軽傷を負い、9名が後にPTSDと診断された。
この事故の際、グリーンビルは浮上以前からソナーでえひめ丸の存在に気付いてはいたが、グリーンビルには民間人16名が搭乗しており、グリーンビルのクルー等はこの民間人の対応に追われ、ソナーによる確認作業がなおざりになっていたとされている。事故後にグリーンビルは現場海域に留まったものの同乗の民間人に配慮して積極的な救難活動を行わなかったとする非難の声がある。一方で衝突当時周辺の海はかなり荒れており（波高3-6フィート）、潜水艦が積極的な救助活動を行うことは難しかったとアメリカ海軍は主張している。アメリカ海軍側が早々に捜索を打ち切ろうとした際に現場に派遣されていた桜田義孝外務大臣政務官が「捜索を打ち切ると言われたから断ると言ってやった」と報道陣の前で啖呵を切ったシーンが話題になった。
同年2月16日には水深600mの地点で沈んでいたえひめ丸の船体が発見された。引き上げを希望する行方不明者家族側と、引き上げコストを理由に難色を示すアメリカ海軍側の意見のすれ違いもあった。しかし、2001年10月16日、一旦船体をダイバーが潜行して調査できる水深35mの位置まで移動させ、ダイバー等による1か月以上の捜索を実施後、船体は水深1800mの海底に移動された。
当時の森喜朗首相は事故発生時に休暇を取得、ゴルフをしていたが、事故の一報ののちもそのままゴルフ場に留まったことが大きな問題となり、内閣総理大臣を辞任した（森喜朗#えひめ丸事故を参照）。

### 捜索と引き上げの是非
えひめ丸は600mもの海底に沈んだため、船体引き上げは困難であり、当初はアメリカの慣習に従い船体は放置される予定だった。
しかし、事故発生時から行方不明者家族らにより沈没した船体の引き上げが強く望まれたこと、日本の火葬による葬儀の風習、また日本人の感情などに配慮したアメリカ側は、代行案として船体の浅瀬への曳航を提示、行方不明者家族側もこれを了承した。日本政府は2001年8月に愛媛県からの要請により潜水艦救難艦ちはやを災害派遣し、遺体捜索作業を行った。日本側の支援のもと、船体を浅海底に移送し、アメリカ海軍のダイバーが11月7日までに行方不明者9名の内8人の遺体を収容した。
この引き上げ・曳航作業の資金として、アメリカは6,000万ドルを投入した。このことはアメリカ国内で議論を呼び、拠出の事実のみを批判するアメリカ人も存在した。英語圏のマスコミ報道ではえひめ丸について「漁船」 (fish boat)と紹介され、高校生が乗っていた実習船であることを報道した記事は少なかった。
アメリカ民主党寄りのワシントン・ポスト紙は「日本にはもう十分に謝った」という論説で「そもそも日本人は自らの問題について謝罪していない。一部の日本人は謝ろうとしないどころか、それらの戦争犯罪（従軍慰安婦や南京大虐殺）が行われたことすら認めていない」「それに比べてわれわれのアメリカは、世界で最もきちんと謝っている国だ。クリントン前大統領はアフリカに行って黒人を奴隷にしたことを謝罪したし、アメリカインディアンなど差別を受けた人々にも、すでにきちんと謝った」として日本側の対応を批判した。
引き上げ後の調査で、えひめ丸は船底のフレーム21から54にかけて「くの字」状の亀裂が入っていたことが判明し、下から突き上げられたことによる衝撃で沈没したことが確認された。

### 事故後
当時のグリーンビルの艦長であったスコット・ワドル中佐（当時）は、事故の責任について軍法会議で審議されることはなく、司令官決裁による減俸処分を受けただけで後に軍を名誉除隊した（懲戒免職に相当する不名誉除隊ではなく、軍人年金などの受給資格のある一般退職。その後、直ちに海軍関連の企業に再就職した）。2002年12月には愛媛県宇和島市を訪れ、同市内にあるえひめ丸慰霊碑に献花した。
- 2002年11月30日、5代目えひめ丸が建造され愛媛県に引き渡された[13]。また、ホノルルと宇和島に慰霊碑が建立されている[4]。
- 2003年、全国水産高校長協会が2月10日を「海の安全祈念日」に制定した。
- ハワイの航海カヌーホクレアはえひめ丸の犠牲者追悼の意味も込めて、2007年5月に宇和島市を訪問した。ナイノア・トンプソン船長は水産高校をクルーと共に訪れ慰霊碑の前で献花、同校等でワークショップを開催した。
- 2006年2月10日より和歌山県の高野山高等学校の宗教科生が高野山の奥之院燈籠堂にてえひめ丸慰霊法会を毎年厳修している。

NTSB（アメリカ国家運輸安全委員会）は、2005年10月19日にこの事故に関する報告書を出している。この報告書では、グリーンビルのワドル元艦長の責任を含めアメリカ海軍による内部調査の多くの部分を認めている。ワドルは2003年にThe Right Thing（ISBN 1591450365）と題した著書を出版し、この事故にどのように対応したかを述べている。
- えひめ丸事故の追悼歌・鎮魂歌として、以下の楽曲が制作された。
  - 「えひめ丸」（作曲・演奏：ジェイク・シマブクロ）
  - 「あゝえひめ丸」（作詞：沖良雄、作曲：玉井知湖、歌：田中幸子[注釈 1]、沖美恵子[14]）
  - 「海よ 鴎よ 島々よ」（作詞：宮内たけし、作曲：町田真理子、歌：町田真理子[15]、多田周子[16]）

事故から10年経った2011年から（2020年を除く）、宇和島市では「うわじまハワイアンフェスティバル」が行われている。事故を風化させないために、また、もともと宇和島市の姉妹都市であったホノルル市との友好を深めることを目的とする。
発生から20年目の2021年、グリーンビルのワドル元艦長が、遺族に謝罪するとともに「事故の責任は自分にある」とする遺族宛ての書簡をまとめ、公表した。また2021年のホノルルでの慰霊式典は新型コロナウイルス感染拡大及び日本国内一部地域にて改正・新型インフルエンザ等対策特別措置法に基づいて発令された緊急事態宣言の影響を受け、日本からの遺族の参加を中止した。

## 慰霊碑・式典
2002年、ハワイ州・オアフ島のホノルルのカカアコ・ウォーターフロント・パーク内に当時の高野山高校宗教科の生徒らが寄付を募り、慰霊碑が設置された。2018年6月4日には、訪米中の秋篠宮夫妻が立ち寄り慰霊を行っている。
また、高野山高校宗教科の海外研修としてハワイに何度か訪れて、慰霊碑の前で物故者慰霊法会をしている。
2021年2月11日、愛媛県立宇和島水産高校で、事故後20周年の追悼式が催された。2月14日の天声人語では、これを紹介するとともに、事故を詳細に記録した矢野順意・元副知事の著した「海への祈り」（全3巻）という書籍を紹介している。

## 類似する事故
以下は、海難事故のうち潜水艦と船舶が衝突した事故である。
- 1981年4月9日、日本船籍の日昇丸が、東シナ海でアメリカ海軍の原子力潜水艦ジョージ・ワシントンに下から突き上げられ沈没するえひめ丸とよく似た事故（米原潜当て逃げ事件）が発生している。この事故で2名が死亡した。
- 1988年7月23日、海上自衛隊の潜水艦「なだしお」が遊漁船「第一富士丸」と横須賀沖で衝突する事故（なだしお事件）が発生し、遊漁船の乗客39名・乗員9名のうち30名が死亡し、17名が重軽傷を負った。
- 1988年8月26日、ペルー海軍所属の潜水艦パコーチャ(BAP Pacocha, SS-48)と三重県の遠洋マグロ漁船「第8共和丸」がペルー・カヤオ港外で衝突しパコーチャが沈没、パコーチャの艦長ら8人が死亡した。パコーチャは元はアメリカ海軍のバラオ級潜水艦のアトゥルであった。なお同艦は浮上後スペアパーツとして使われた。
- 2006年11月21日、宮崎県沖で、海上自衛隊の練習潜水艦「あさしお」とパナマ船籍の貨物船スプリング オースターが接触したが、双方とも損傷が軽微で負傷者がでなかった。
- 2007年1月9日、ホルムズ海峡でロサンゼルス級原子力潜水艦のニューポート・ニューズが日本のマンモスタンカー「最上川」（16万トン）に衝突、双方に負傷者は出なかったが「最上川」の船底部を損壊し航行不能になった。